# Bred
Bred — бесплатный текстовый редактор для Windows с закрытым исходным кодом и сравнительно небольшим набором функций. Позиционируется как более совершенная и удобная замена стандартным редакторам Блокнот и WordPad, входящим в состав операционных систем семейства Microsoft Windows.

## Описание
Текстовый редактор был создан небольшой ульяновской компанией Gladiators Software. Ранние версии редактора из линейки 2.x.x (Bred-2), вплоть до последней 2.1.8, выпущенной 24 декабря 2000 года, предназначались для работы в Windows 9x/NT4 и были написаны на чистом Windows API в среде Delphi (Object Pascal), поэтому были очень компактными по объёму и быстрыми, чем, вкупе с удобством использования и достаточно богатым, по сравнению со стандартным Блокнотом Windows, набором функций, заслужили популярность среди пользователей.
Список поддерживаемых функций редактора Bred-2 включал в себя среди прочего: все функции стандартного Блокнота Windows, поддержку кодовых страниц OEM и ANSI (в том числе семейства КОИ-8) с их автоматическим распознаванием и возможностью конвертирования из одной в другую, а также обычного текста в транслитерированный, выравнивание текста (по краям, центру и ширине), отсутствие ограничений (кроме объёма свободной оперативной памяти) по откату/возврату изменений и объёму текста (стандартный Блокнот в Windows 9x/NT4 позволял создавать и открывать файлы объёмом не более 64 килобайт), запоминание позиции курсора при закрытии документа, подсветка HTML-кода, перетаскивание текста мышкой и другие возможности.
При условии наличия в каталоге с программой библиотеки riched32.dll из дистрибутива Windows NT4, она способна работать и в более поздних операционных системах, например, Windows 2000, ME, XP и даже Windows 7. Ввиду своей крайней в прошлом популярности эта версия до сих пор доступна на официальном сайте. Распространяется в двух редакциях: с русским и английским интерфейсом.
Разработка следующего поколения редактора, предназначенного для работы в современных операционных системах, в связи с различными затруднениями и сменой среды разработки с Delphi на C++ растянулась на несколько лет. Первая публичная бета-версия обновленного редактора под названием Bred-3 вышла в свет 7 июня 2004 года. В ней был полностью переписан текстовый движок, удалены некоторые старые возможности и добавлены новые, в том числе полная поддержка Windows 2000/XP/2003 (для Windows 98/ME также существует отдельный дистрибутив), поддержка Юникод (кодировки UTF-8/UTF-16), подсветка синтаксиса языков программирования (через библиотеку Colorer), поддержка плагинов (кроме Colorer, входящего в комплект программы, больше плагинов выпущено не было), двухоконный режим, возможность автоматического создания резервных копий во время редактирования и другие функции.
Всего было выпущено три бета-версии. Последняя версия 3.0.3U beta 3 вышла 11 июня 2004 года. Разработка была приостановлена в пользу более приоритетного на тот момент коммерческого ПО, разрабатываемого компанией параллельно с Bred-3. В настоящее время о продолжении разработки проекта ничего неизвестно. Несмотря на возраст, бета статус и наличие недоработок в этой версии, она вполне стабильна и функциональна и используется многими пользователями по сей день.
В Windows 10 редактор Bred 3.0 работает не всегда корректно.

## Параметры запуска
- /P — печать
- /? — помощь
- /Lline[,index] — переход к строке, позиции в строке
- /N — новый файл
- /ANSI…/UTF-8 — выбор кодировки